# Nabil Ashoor
Nabil Ashoor (en árabe: نبيل عاشور رمضان بيت فرج الله‎; Omán; 7 de abril de 1982) es un exfutbolista de Omán que jugaba en la posición de defensa.

## Carrera

### Club
| Periodo   | Club            |
| --------- | --------------- |
| 2003–2007 | Al-Nasr Salalah |
| 2007–2009 | Al Jahra SC     |
| 2009–2010 | Al-Nasr Salalah |
| 2010–2011 | Al Jahra SC     |
| 2011–2015 | Dhofar Club     |

### Selección nacional
Jugó para Omán en 37 ocasiones de 2000 a 2008 y anotó un gol; participó en los Juegos Asiáticos de 2002, la Copa Asiática 2004 y en tres eliminatorias mundialistas.

## Logros
- Sultan Qaboos Cup (2): 2005, 2011
- Oman Professional League Cup (1): 2012–13
- Baniyas SC International Tournament (1): 2014